# Liste du patrimoine immobilier classé de Messancy
Cette page regroupe l'ensemble du patrimoine immobilier classé de la commune belge de Messancy.
| Objet | Année de construction / Architecte | Adresse                           | Section communale | Coordonnées                      | Numéro d’inventaire | Illustration                                            |
| --- | ---------------------------------- | --------------------------------- | ----------------- | -------------------------------- | ------------------- | ------------------------------------------------------- |
| Calvaire à côté d’un immeuble et sur un excédent de voirie                                                                 |                                    | Buvange, rue Albert Ier, 83       | Wolkrange         | 49° 37′ 34″ nord, 5° 47′ 56″ est | 81015-CLT-0001-01   | Calvaire de Buvange                                     |
| Calvaire Saint-Nicolas, au centre du carrefour des rues des rochers et Theisen                                             |                                    |                                   | Hondelange        | 49° 38′ 00″ nord, 5° 50′ 03″ est | 81015-CLT-0002-01   | Calvaire Saint-Nicolas                                  |
| Quatre calvaires (vestiges d'un chemin de croix de sept stations)                                                          |                                    |                                   | Wolkrange         | 49° 37′ 56″ nord, 5° 48′ 13″ est | 81015-CLT-0003-01   | Quatre calvaires du chemin de croix                     |
| Calvaire, à l'angle des rues Concordia et des Blés d'Or                                                                    |                                    |                                   | Hondelange        | 49° 38′ 01″ nord, 5° 49′ 56″ est | 81015-CLT-0004-01   | Calvaire, à l'angle des rues Concordia et des Blés d'Or |
| Calvaire |                                    | Rue Concordia, face au no 11      | Hondelange        | 49° 38′ 00″ nord, 5° 49′ 54″ est | 81015-CLT-0005-01   | Image manquanteTéléverser                               |
| Calvaire |                                    | Rue de la Chapelle                | Hondelange        | 49° 38′ 03″ nord, 5° 49′ 43″ est | 81015-CLT-0006-01   | Calvaire rue de la Chapelle                             |
| Calvaire, à l'angle des rues Concordia et de la Chapelle                                                                   |                                    |                                   | Hondelange        | 49° 37′ 59″ nord, 5° 49′ 52″ est | 81015-CLT-0007-01   | Image manquanteTéléverser                               |
| Calvaire | Introuvable : déplacé ou détruit ? | Rue de la Chapelle, face au no 64 | Hondelange        | 49° 38′ 07″ nord, 5° 49′ 26″ est | 81015-CLT-0008-01   | Image manquanteTéléverser                               |
| Calvaire |                                    | Rue de la Chapelle                | Hondelange        | 49° 38′ 08″ nord, 5° 49′ 13″ est | 81015-CLT-0009-01   | Calvaire rue de la Chapelle                             |
| Calvaire |                                    | Rue de la Chapelle                | Hondelange        | 49° 38′ 08″ nord, 5° 48′ 59″ est | 81015-CLT-0010-01   | Calvaire rue de la Chapelle                             |
| Calvaire situé devant l'église à Habergy                                                                                   |                                    | Devant l’église                   | Habergy           | 49° 36′ 52″ nord, 5° 45′ 33″ est | 81015-CLT-0011-01   | Calvaire de Habergy                                     |
| Calvaire de la Trinité |                                    | Turpange, rue de la Halte         |                   | 49° 36′ 43″ nord, 5° 49′ 08″ est | 81015-CLT-0012-01   | Calvaire de la Trinité                                  |
| Calvaire sis au bas de la rue Neuve                                                                                        |                                    | Rue Neuve                         |                   | 49° 35′ 38″ nord, 5° 48′ 58″ est | 81015-CLT-0013-01   | Calvaire de la rue Neuve                                |
| Calvaire situé contre la façade latérale d’une maison à la Grand-Rue, au début de la rue de la Trinité                     |                                    | Grand-Rue, 56                     |                   | 49° 35′ 34″ nord, 5° 48′ 54″ est | 81015-CLT-0014-01   | Calvaire de la Grand-Rue                                |
| Calvaire adossé à l'extrémité droite du mur de la salle Concordia                                                          |                                    | Rue des Chasseurs Ardennais       |                   | 49° 35′ 35″ nord, 5° 48′ 58″ est | 81015-CLT-0015-01   | Calvaire de la salle Concordia                          |
| Calvaire à Longeau, situé au croisement de la route venant de Guerlange et des deux rues descendant à Longeau              |                                    | Longeau                           |                   | 49° 34′ 49″ nord, 5° 50′ 31″ est | 81015-CLT-0016-01   | Calvaire de Longeau                                     |
| Calvaire situé sur l'îlot routier formé par la route Clémency et celle menant à Longeau et Messancy à la sortie du village |                                    |                                   | Sélange           | 49° 36′ 14″ nord, 5° 51′ 13″ est | 81015-CLT-0017-01   | Calvaire de Sélange                                     |